# Oleg Krivonosov

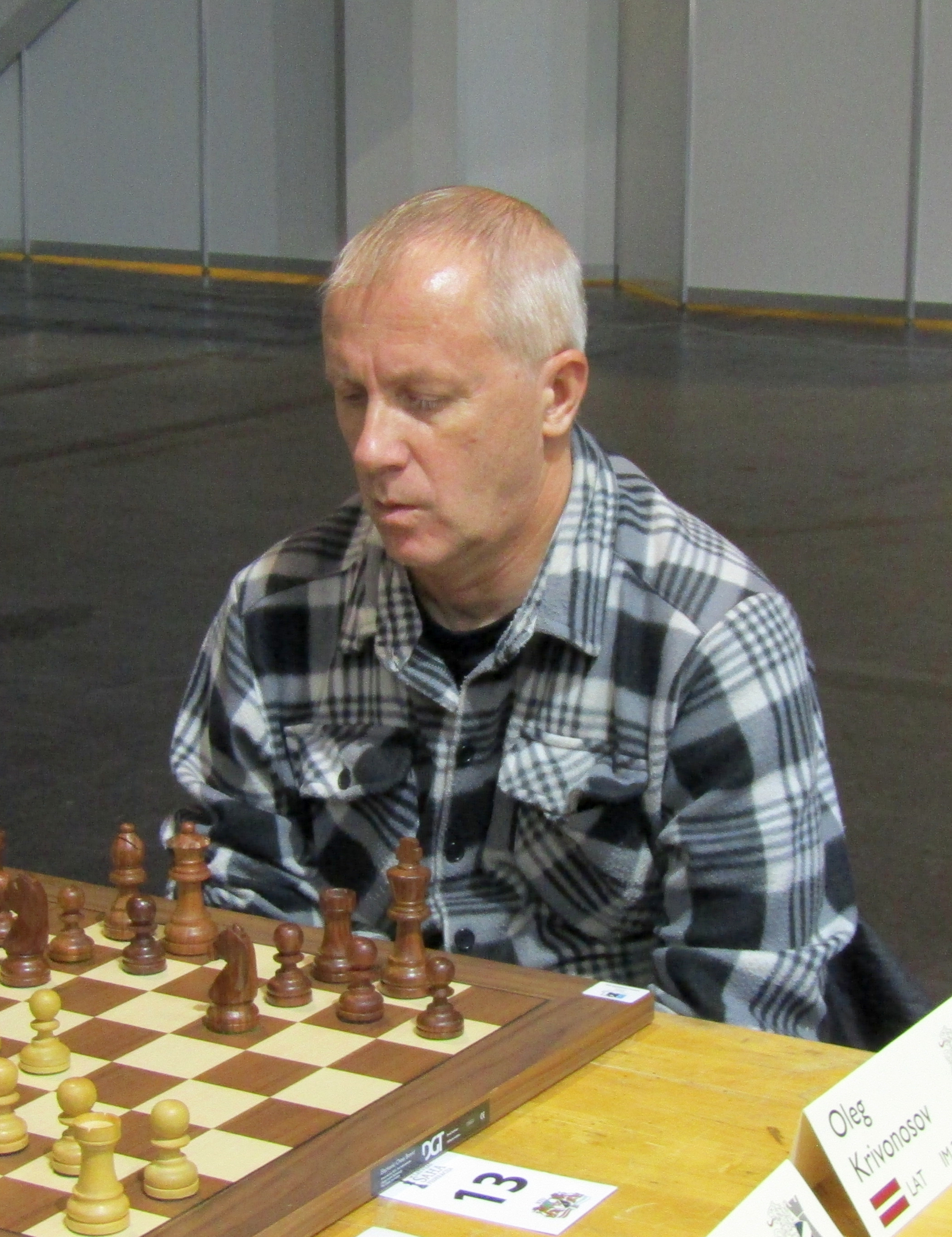
Oleg Krivonosov in 2016

Oleg Krivonosov (Daugavpils, 11 mei 1961) is een Letse schaker met een FIDE-rating van 2449 in 2005 en rating 2452 in 2016.  Hij is, sinds 1993, een internationaal meester (IM). 
Krivonosov begon op 11-jarige leeftijd met schaken en werd snel een van de beste spelers in Letland. 
In 1978 nam hij deel aan het kwalificatietoernooi voor het schaakkampioenschap van de USSR (63e plaats). In 1979 speelde hij mee om het schaakkampioenschap van de USSR voor junioren (13e plaats). In 1991, bij de USSR kampioenschappen rapidschaak in Minsk met 70 deelnemers, eindigde Krivonosov op een gedeeld 4e / 8e plaats. 
Oleg Krivonosov deed regelmatig mee aan het schaakkampioenschap van Letland; beste resultaten: 3e in 1998 en in 2001. Ook in mei 2005 speelde hij mee in het toernooi om het kampioenschap van Letland en eindigde hij met 6 uit 12 op de zevende plaats. 
In 2012 won hij het Atlantis schaaktoernooi in Groningen.

## Resultaten in teams
In 1986 speelde Krivonosov voor Letland in de Sovjet kampioenschappen voor teams (+3, =4, -0). 
Oleg Krivonosov speelde voor Letland in Schaakolympiades:
- in 1998, aan het tweede reservebord in de 33e Schaakolympiade in Elista (+2 −1 =2).

In de Duitse bondscompetitie speelde hij voor de schaakclub TSV Schott Mainz.

## Overig
Oleg Krivonosov studeerde af aan het Pedagogisch Instituut van de  Universiteit van Letland en werkte bij de Letse staatspolitie.  

## Externe koppelingen
- (en)   Informatie over schaakpartijen van Oleg Krivonosov op ChessGames.com
- (en)   Informatie over schaakpartijen van Oleg Krivonosov op 365chess.com
- (en)  FIDE-ratinggegevens voor Oleg Krivonosov